# Tonezza del Cimone
Tonezza del Cimone (Tonèsck in cimbro, Tonexa in veneto) è un comune italiano di 514 abitanti della provincia di Vicenza in Veneto.

## Geografia fisica

### Territorio
Il territorio comunale si estende interamente su un altopiano posto tra i 716 e i 1853 metri sul livello del mare, forma un lungo triangolo con vertice a sud sulla cima del Monte Cimone di Tonezza ed è contornato a est dalla valle del torrente Astico e ad ovest dalla valle del Rio freddo, dalle pareti a precipizio, ora verdi di boschi, ora chiare per le sfumature dolomitiche delle nude rocce; a nord continua con l'altopiano dei Fiorentini. Si stende da sud a nord, secondo l'asse che ha come punte estreme il Monte Cimone (m 1226) e lo Spitz (m 1694) che, con la sua mole imponente e digradante verso mezzogiorno, lo ripara dai più freddi venti del nord, avvantaggiandolo nel clima montano "piacevolmente fresco e salutare".
Milioni di anni fa formava un unico tavolato dall'identica natura calcarea con l'Altopiano dei Sette Comuni, in seguito sempre più profondamente inciso e diviso dalle acque dell'Astico.
Le precipitazioni, in rapporto con quelle delle altre località della provincia, appaiono abbondanti ma le acque vengono immediatamente assorbite e convogliate a valle per vie sotterranee.
Il fitto bosco, che fino al Cinquecento ricopriva gran parte del territorio col nome di selva magna, a poco a poco è stato ridimensionato dallo sfruttamento per ricavarne legname e carbone; nelle parti più fertili ha lasciato il posto a pascoli e a prati estesi. Tra le piante più diffuse l'abete rosso, il larice, il faggio e, lungo i fianchi boscosi, il carpino nero, il rovere e l'orno; evidenti a primavera il maggiociondolo e il ciliegio, che in autunno connotano la montagna di splendidi colori.

### Clima
- Stazione Meteo Tonezza del Cimone, dati online 24/24, su tonezzadc-meteo.it.

## Origini del nome
Anticamente Tonezza venne indicata come Montanea Thoneze (1292), Silva Theoneze (1306).
Diverse le ipotesi sull’origine del toponimo, che potrebbe derivate da tofus, terreno duro, roccioso, oppure dal termine veneto tonesar, "tuonare".
Altre interpretazioni provengono da diversi autori: il toponimo potrebbe derivare dal tedesco donnersberg, cioè monte del tuono. Contrapposta è l'interpretazione, per la quale Tonezza significa "terreno duro" dal latino tofus. Esule Sella fa derivare il nome del paese di cui fu sindaco da Montanea The-oneze (= De oneze), Terra degli Ontani, pianta un tempo usata per fare zoccoli, rocchetti, spolettoni per filare e carbone, come è ancora diffuso.
Il paese di Tonezza ha poi legato il proprio nome al Monte Cimone, in seguito ai sanguinosi eventi del primo conflitto mondiale.

## Storia

### Epoca antica e Medioevo
Alcuni oggetti ritrovati nel paese e sull'altopiano dei Fiorentini fanno pensare a insediamenti fin dalla preistoria, ma solo il ritrovamento di alcune monete d'epoca romana, con l'effige degli Imperatori Claudio e Alessandro Severo rende credibile la datazione di duemila anni fa.
Secondo una vecchia leggenda Tonezza fu fondata durante il Basso Medioevo da sette briganti. Per sfuggire alle violenze di Ezzelino da Romano evasero dal castello di Marostica dove erano stati incarcerati e si rifugiarono sull'altopiano di Tonezza per raggiungere la libertà. Qui insediatisi diedero il nome alle prime sette contrade: Boscato, Campana, Canale, Dalla Via, Dellai, Pettinà e Sella.
Come un po' tutta la zona pedemontana, anche l'altopiano di Tonezza fu colonizzato da contadini e minatori tedeschi qui chiamati nei primi secoli dopo il Mille per svegrare e per sfruttare i ricchi giacimenti esistenti. Alcuni documenti fanno fede che nel 1292 i conti Maltraversi possedevano in Tonezza (forse al passo della Vena) una miniera di ferro. Più tardi, nel 1509, con capitale fornito dalla famiglia dei Valmarana, un minatore tedesco di nome Winter e un Matteo della Sella aprivano in Tonezza una fonderia per la colatura dell'argento in Val Barbarena.
I veri signori di Tonezza furono però i conti Velo, sotto i quali i tonezzani "vissero per secoli in un clima di servitù feudale".
Nel "Codice Diplomatico" del 1389, Tonezza figura tra le ville vicentine; formando comune insieme con Forni, ottenne dagli Scaligeri e dai Veneziani privilegi ed esenzioni in cambio della difesa dei confini.
Verso la metà del Trecento, durante la dominazione scaligera, il territorio di Tonezza fu sottoposto, sotto l'aspetto amministrativo, al Vicariato civile di Schio e tale rimase sino alla fine del XVIII secolo.

### Epoca moderna
Nel 1507, ai bastioni dei Forni, posti per bloccare l'avanzata di Massimiliano d'Austria, erano presenti anche diversi «uomini di fazione» tonezzani. Nel 1523, a seguito di «rapaci invasioni dei Trapp giù per la valle», i tonezzani ottennero l'intervento veneziano, cui seguì mezzo secolo di relativa pace.
Verso la fine del Cinquecento Tonezza, come racconta Francesco Caldogno, era «così debole, che nel territorio non è stimato più d'un solo dinaro, facendo solamente 30 fuochi, né avendo più di 30 uomini da fazione…». Essi, «come tutti gli altri di montagna, parlano tedesco, vivono lavorando certi pochi terreni, che con grandissima loro fatica e industria hanno potuto ridurre alla coltura, come anco… del traffico de' legnami.» Ma «talmente gl'inquieta e molesta il signor di Beseno… che spesso questi poveri infelici restano presi, imprigionati ed alle volte feriti e morti».
Nel 1610, sempre per difendersi dai "satelliti o sicari" dei conti di Beseno, Tonezza con Lastebasse mise insieme una milizia stanziale volontaria che contava 125 archibugieri. In quegli anni vennero anche riconfermati da Venezia gli antichi privilegi e diritti che affratellavano Tonezza e Forni ai Sette Comuni. Tuttavia furono anni duri, segnati da disagi e carestie, siccità e pestilenze, come quella terribile del 1630. Le tristi condizioni, i fitti boschi, la vicinanza ai confini incoraggiavano il banditismo.
Ma quando Gaetano Maccà salì a Tonezza verso la fine del Settecento trovò «essa villa… in assai migliore stato di quello che era ai tempi del conte Francesco Caldogno», perché oltre al carbone e al legname si producevano ottimi foraggi con i quali «si sostentano gran quantità di vacche, pecore e capre, col mezzo delle quali si fa commercio di formaggi, butirri e lane.» Il Dal Pozzo, però, riferendosi allo stesso periodo, lamenta che «la coltura dei terreni era a tal segno dilatata che i gran boschi i quali ingombravano gran parte di quel monte sono presso che affatto distrutti.» Egli inoltre annota che «fra le vicende accadute a questo villaggio è da contarsi anche la perdita totale della lingua tedesca.»

### Epoca contemporanea
Dopo la caduta della Serenissima fu redatto il catasto napoleonico del 1814; a quel tempo quasi tutte le 107 famiglie erano ancora a livello o a mezzadria dei conti Velo, alcune altre del Comune e della Chiesa; solo 10-12 famiglie avevano qualche bene proprio. Il paese faceva parte del "comune di Forni con Tonezza e Lastebasse", con sede comunale a Forni, poi passata nel 1857 a Barcarola. Durante le guerre risorgimentali diversi giovani vennero reclutati dall'Austria.
Dopo l'annessione al Regno d'Italia del 1866 Tonezza tornò ad essere "terra di confine". Si sviluppò il contrabbando, ma l'imposizione di nuove tasse, la povertà del luogo, l'isolamento dovuto alla mancanza di strade sul versante austriaco, modeste anche su quello italiano, costrinsero la gioventù ed intere famiglie ad emigrare. Le commoventi cronache parrocchiali del 1888-1898 presentano un lungo elenco di giovani caduti durante il lavoro all'estero. Nel 1880 in consiglio comunale si votò perché la sede comunale ritornasse a Tonezza; ma in consiglio provinciale la decisione venne bocciata.
Nonostante la difficoltà di salire sull'altopiano, percorrendo la strada impervia, già nei primi anni del Novecento Tonezza si configurava come località turistica. Nei periodi di villeggiatura annoverò tra i visitatori nobili vicentini quali Roi e Valmarana e, soprattutto, il famoso scrittore e poeta Antonio Fogazzaro che, nel sesto capitolo del romanzo Piccolo mondo moderno definisce Tonezza Vena di Fonte Alta, mentre nel medesimo romanzo il monte Spitz è chiamato "Picco Astòre".
Per dare un aiuto al mondo infantile, particolarmente colpito dalla crisi economica, la scarsa alimentazione e quindi da malattie endemiche, i soci del CAI di Vicenza vollero, a celebrazione del XXV anniversario della fondazione, creare a Tonezza una Colonia Alpina. A questo scopo acquistarono un'ampia casa - il Palazzon della famiglia Pettinà - "in una conca erbosa all'altezza di 1100 metri, vicina ad una fonte d'acqua pura, non lontana dai boschi", alla quale venne dato il nome di Colonia Alpina Umberto I.
L'attività iniziò nel luglio 1900 con un primo gruppo di 20 bambini che trascorsero qui le loro vacanze estive; negli anni seguenti l'esperienza si ripeté con gruppi sempre più numerosi, ottenendo positivi risultati sanitari, puntualmente registrati. Nel 1908 l'insorgenza di casi di scarlattina tra i piccoli ospiti indusse il comitato direttivo a lanciare l'idea di una sottoscrizione cittadina, alla quale aderirono il Comune di Vicenza e numerosi privati, per la realizzazione - sempre a Tonezza - di una nuova sede, con ambienti più moderni e attrezzati.
Le due guerre mondiali comportarono la sospensione dell'attività, nella prima perché Tonezza fu zona di guerra, nella seconda perché i locali della Colonia furono sequestrati dai nazi-fascisti.
Con l'inizio della Grande Guerra il paese si trovò sulla linea del fuoco e la popolazione fu costretta all'esodo; il territorio fu teatro di sanguinosi combattimenti trovandosi in prima linea, a seguito dello sfondamento austroungarico del maggio 1916; assunse particolare importanza strategica la vetta del vicino Monte Cimone.
A guerra finita, Tonezza ottenne l'autonomia; ma dopo la ricostruzione la gente tornò a emigrare.
Nel periodo 1943-45, diventa presidio tedesco e sede di una scuola della guardia repubblicana. Dal 20 dicembre 1943 al 2 febbraio 1944, presso la Colonia Alpina Umberto I, fu operativo il campo di concentramento di Tonezza del Cimone, uno dei campi di concentramento della Repubblica Sociale Italiana creati per adunarvi gli ebrei in attesa di deportazione. In questo campo furono tenuti prigionieri 45 ebrei; 42 di loro, il 30 gennaio 1944, furono caricati nel convoglio numero 6 che partì da Milano con destinazione Auschwitz e non fecero più ritorno. 
Tonezza fu anche centro di imprese partigiane di particolare rilievo. Si ricorda il triste episodio di Grotta Rossetta ove l'1 Maggio 1945 i partigiani del Btg. "Bressan" della Bgt. Pasubiana uccisero, infoibandoli, circa 20 soldati tedesco/ucraini (18 secondo la Croce Rossa) che avevano catturato la notte del 29/30 Aprile a Pedescala, oltre ad un milite della GNR e la sua fidanzata ventenne(v. Foiba Rossetta).
Nel 1946 riprese l'esodo ma contemporaneamente, grazie anche all'avvedutezza dell'Amministrazione comunale che dotò il paese di valide strutture su cui s'innestò l'iniziativa privata, prese sempre più piede il turismo che ora permette alla residua popolazione rimasta condizioni di vita migliori.

### Dopo guerra
Presso il vicino passo Coe rimase attiva tra il 1966 e il 1977 Base Tuono, inserita nel sistema di comando-controllo NATO, con altre 12 basi nel nord-est d'Italia; era area operativa del 66º Gruppo Intercettori Teleguidati (I.T.) composta da:
- "area lancio" situata a malga Zonta - passo Coe (1543 m) costituita da tre sezioni (di cui 2 completate) di lancio missili Nike-Hercules a testata convenzionale;
- "area controllo" (radar e carri comando) situata sulla sommità del vicino monte Toraro (1897 m), a circa 4 chilometri in linea d'aria;
- "area logistica" situata proprio a Tonezza del Cimone, a circa 17 chilometri di distanza.

### Simboli
Lo stemma e il gonfalone sono stati concessi con decreto del presidente della Repubblica del 28 settembre 1959.
Nello stemma è raffigurato, su sfondo azzurro, il gruppo del Monte Spitz, attraversato
nella parte inferiore dal Sacello Ossario di Monte Cimone, sormontato da un fulmine posto in banda; con la bordatura composta di verde e d'oro di quattro pezzi, quello in punta, di verde, caricato di una stella di cinque punte d'argento.

## Monumenti e luoghi d'interesse

### Architetture religiose
Chiesa parrocchiale di Tonezza
Forse la prima chiesetta costruita dai coloni tedeschi qui emigrati fu dedicata a san Sebastiano. L'attuale, risalente al 1424 e dedicata a san Giacomo, protettore degli appestati, successivamente venne dedicata a san Cristoforo. Come quella di Arsiero, Forni e Posina, era una cappella campestre della chiesa di Velo, la cui vasta circoscrizione parrocchiale cominciò ad essere frazionata tra il sec. XIV e i primi del XV. Questa dipendenza spiega perché Tonezza e le altre chiese menzionate non figurano nell'elenco della Ratio Decimarum (1297 e 1303). 
Nel XV secolo anche i rettori di Tonezza provenivano dalla Germania e venivano liberamente scelti dalle vicinie.
Nel 1567 divenne chiesa parrocchiale e infine ricostruita nel 1796. Nel 1867, tuttavia, poiché la parrocchia contava più di mille anime, si decise di demolirla per ricostruirla più ampia nell'identica area con il coro rivolto a occidente. Il passaggio del fronte e i furiosi combattimenti che sconvolsero la zona durante la prima guerra mondiale la distrussero completamente. Fu ricostruita nelle forme classiche attuali fra il 1919 e 1921 e consacrata nel settembre 1925. 
In seguito fu abbellita dagli altari, dalle balaustre, da statue e quadri; pregevole l'acquasantiera in pietra locale, opera di Florindo dei Bruchi, ultimo degli scalpellini. L'organo, un gioiello, era stato costruito nel 1852 dalla ditta Lorenzi di Vicenza, per la chiesa di San Marco di Vicenza. Scartato nel 1901 per uno più grande, venne acquistato dal marchese Roi e donato ai tonezzani.
Il campanile fu realizzato intorno al 1850.

### Luoghi naturalistici e storici
Fin dalla seconda metà dell'Ottocento Tonezza era conosciuta dagli escursionisti come «sito amenissimo, su vago altipiano… dalle belle e facili escursioni al Cavioio (m 1120), al Cimone (m 1240), allo Spitz (m 1722)… all'osteria del Fiorentino (m 1490)». Dopo le vicende della prima guerra mondiale queste località sono diventate ancor più interessanti e degne di essere visitate, primo fra tutti il Cimone, un tempo conosciuto anche come Cimone del Cengio.
Sacello Ossario del Monte Cimone
Progettato dall’architetto Tommaso Cevese, accoglie le salme di più di mille caduti.
Cimitero austro-ungarico di Tonezza del Cimone

## Società

### Evoluzione demografica
Abitanti censiti

## Cultura

### Istruzione
Nel Comune di Tonezza vi sono una scuola dell'infanzia e una scuola primaria statali; vi è anche il C.F.P. Scuola Alberghiera “E. Reffo”.
Nel capoluogo vi è la Biblioteca civica, che fa parte della rete di biblioteche vicentine "Biblioinrete", insieme alla maggior parte della biblioteche appartenenti alla Rete Bibliotecaria Vicentina.

### Musei
A Tonezza vi sono due musei, appartenenti alla rete dei Musei dell'Altovicentino:
- il Museo etnografico sulla civiltà rurale di montagna "El caselo dei Grotti"
- il Ecomuseo della Grande guerra"

## Geografia antropica
Oltre al capoluogo vi sono le contrade: Barchi, Campana, Canale, Costa, Fontana, Lain, Pettinà, Sarcello, Sella, Soglio Grotti, Suggi, Tezza, Vallà, Valle Prima, Valle Seconda, Via, tutte generalmente con un ridottissimo numero di residenti.

## Economia
Nel secondo dopoguerra l'attività delle aziende agricole - che nella prima metà del Novecento erano oltre 230 - è stata progressivamente abbandonata e così pure quella delle aziende di trasformazione: dei sette caseifici sorti nelle contrade nulla rimane, il latte prodotto viene portato giornalmente ad Arsiero; i boschi sono ancora fonte di reddito.
Non esiste un artigianato se non di servizio e qualche laboratorio a carattere individuale. Apprezzati erano un tempo gli scalpellini, uniti persino in una associazione.
Attualmente la situazione occupazionale è buona. L'emigrazione è cessata, ma chi è rimasto, se non svolge un'attività in paese, fa il pendolare scendendo ad Arsiero, a Seghe, a Thiene o dintorni.

### Turismo
Una parte della popolazione si dedica alle attività turistiche. La fogazzariana "Vena di Fonte Alta", già nota e preferita meta all'inizio del secolo, ha acquistato nel secondo dopoguerra sempre crescente importanza dal punto di vista turistico; Tonezza si è affermata tra le migliori stazioni di villeggiatura estive ed invernali delle prealpi vicentine, grazie anche alla realizzazione della nuova strada e di valide attrezzature sportive.
D'inverno nell'altopiano dei Fiorentini sono in funzione alcune sciovie.
In estate si possono visitare le numerose fortezze e il cimitero austro-ungarico di Tonezza del Cimone, testimoni delle battaglie della Grande Guerra, vi sono numerosi sentieri e percorsi a piedi per soddisfare sia chi ama le tranquille camminate sia le lunghe escursioni; tutta la zona è inoltre frequentata da ciclisti con biciclette sia stradali che mountain bike, queste ultime in particolare possono percorrere le numerose strade ex militari e boschive.

## Infrastrutture e trasporti
L'altipiano di Tonezza fu, per secoli, "inaccessibile da carretti" - come scrisse Francesco Caldogno - e collegata al fondovalle da una fitta rete di sentieri che si inerpicavano sui ripidi fianchi della montagna, per risalire i quali necessitavano ore di cammino. La prima carrozzabile che da Barcarola, in un vorticoso ripetersi di trentadue tornanti, saliva all'altopiano fu costruita negli ultimi anni dell'Ottocento.
Nel secondo dopoguerra questa "serpentina malsicura e dissestata" fu sostituita dalla grandiosa "direttissima" che, partendo da Arsiero, con andamento trasversale sul fianco della montagna, in alcuni punti superato con trafori, raggiunge Tonezza e, costeggiando la destra orografica dell'Astico, prosegue verso l'altopiano dei Fiorentini per allacciarsi alla statale che da Lavarone porta a Folgaria e poi permette di raggiungere Rovereto, Trento, Pergine Valsugana e Asiago.
Questa provinciale celere e ampia ha fatto di Tonezza, già cara al Fogazzaro al Lioy e ai Rumor, uno dei centri montani più frequentati, sia per la vicinanza alla pianura, sia per le possibilità paesaggistiche e i riferimenti storici.

### La Direttissima
Prima della sua costruzione esisteva solo la cosiddetta Strada del Monte Tonezza che saliva dalla frazione di Barcarola del comune di Valdastico. Era una strada bianca (non asfaltata), ad una sola corsia, poco protetta, tortuosa (24 tornanti) e che ora è diventata un frequentato percorso per ciclisti.
Al suo posto si progettò una strada a due corsie e che congiunse Tonezza con Arsiero, il maggiore centro abitato della zona.
La Direttissima fu scavata sul fianco della montagna, senza tornanti, con 11 gallerie e numerosi ponticelli. I lavori, a cura del Corpo forestale dello Stato e dei comuni di Arsiero e Tonezza del Cimone iniziarono nel 1953 e l'opera fu inaugurata il 6 agosto 1961 dal Presidente della Repubblica Giovanni Gronchi.

### Le Gallerie
Le gallerie sono numerate da 1 a 11 partendo da Arsiero.
| Nr. galleria | Denominazione    | Lunghezza in metri |
| ------------ | ---------------- | ------------------ |
| 1            | Valle Sengia     | 120                |
| 2            | Grumello         | 42                 |
| 3            | Camugara         | 23                 |
| 4            | Tartura          | 43                 |
| 5            | Valle dell'Orsa  | 121                |
| 6            | Canaletto        | 130                |
| 7            | Valle Brutta     | 51                 |
| 8            | Valle Fontanoni  | 23                 |
| 9            | Nido dell'Aquila | 69                 |
| 10           | Costa del Vento  | 56                 |
| 11           | Marachele        | 19                 |

### Il Trasporto Pubblico Locale
Il paese è servito dalla linea n. 1018 della Società Vicentina Trasporti con corse feriali in partenza da Thiene, che collegano Tonezza del Cimone ad Arsiero e Piovene Rocchette.

## Amministrazione
| Periodo        | Periodo   | Primo cittadino   | Partito                          | Carica  | Note |
| -------------- | --------- | ----------------- | -------------------------------- | ------- | ---- |
| 26 maggio 2019 | In carica | Franco Bertagnoli | Lega Salvini - Uniti per Tonezza | Sindaco |      |

### Variazioni
La denominazione del comune fino al 1924 era Forni, dal 1924 al 1959 fu Tonezza.

La sua denominazione attuale venne variata dal Decreto del Presidente della Repubblica 19-03-1959 n.240 (in G.U. 9-05-59 n.109).
La circoscrizione territoriale ha subito le seguenti modifiche: nel 1926 distacco della frazione Forni che costituì un autonomo comune con denominazione Forni di Val d'Astico (Censimento 1921: pop. res. 1062), comune che nel 1940 venne soppresso e i cui territori vennero aggregati al nuovo comune di Valdastico.

## Galleria d'immagini

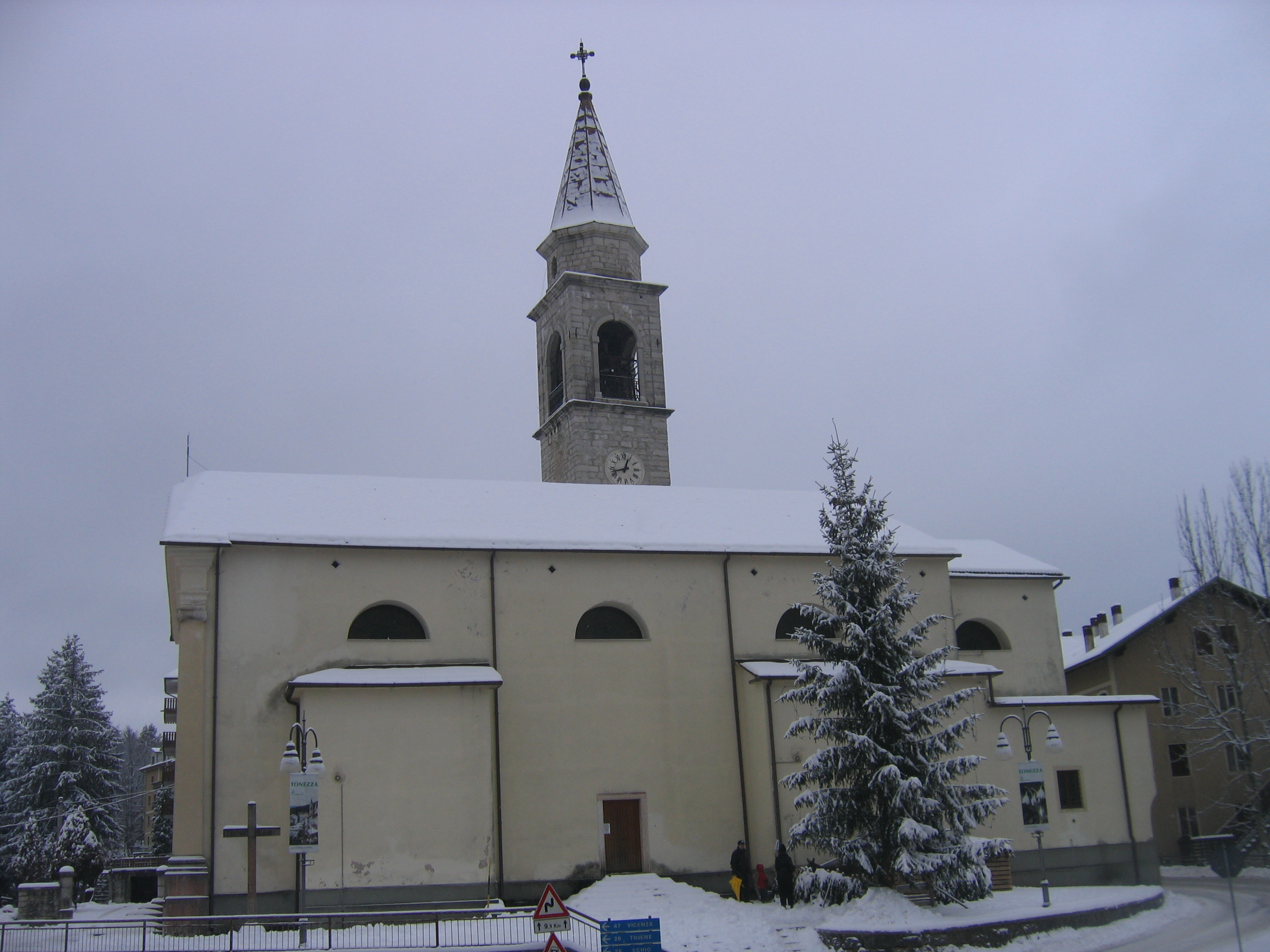
Vista laterale della chiesa di Tonezza da Nord-Est
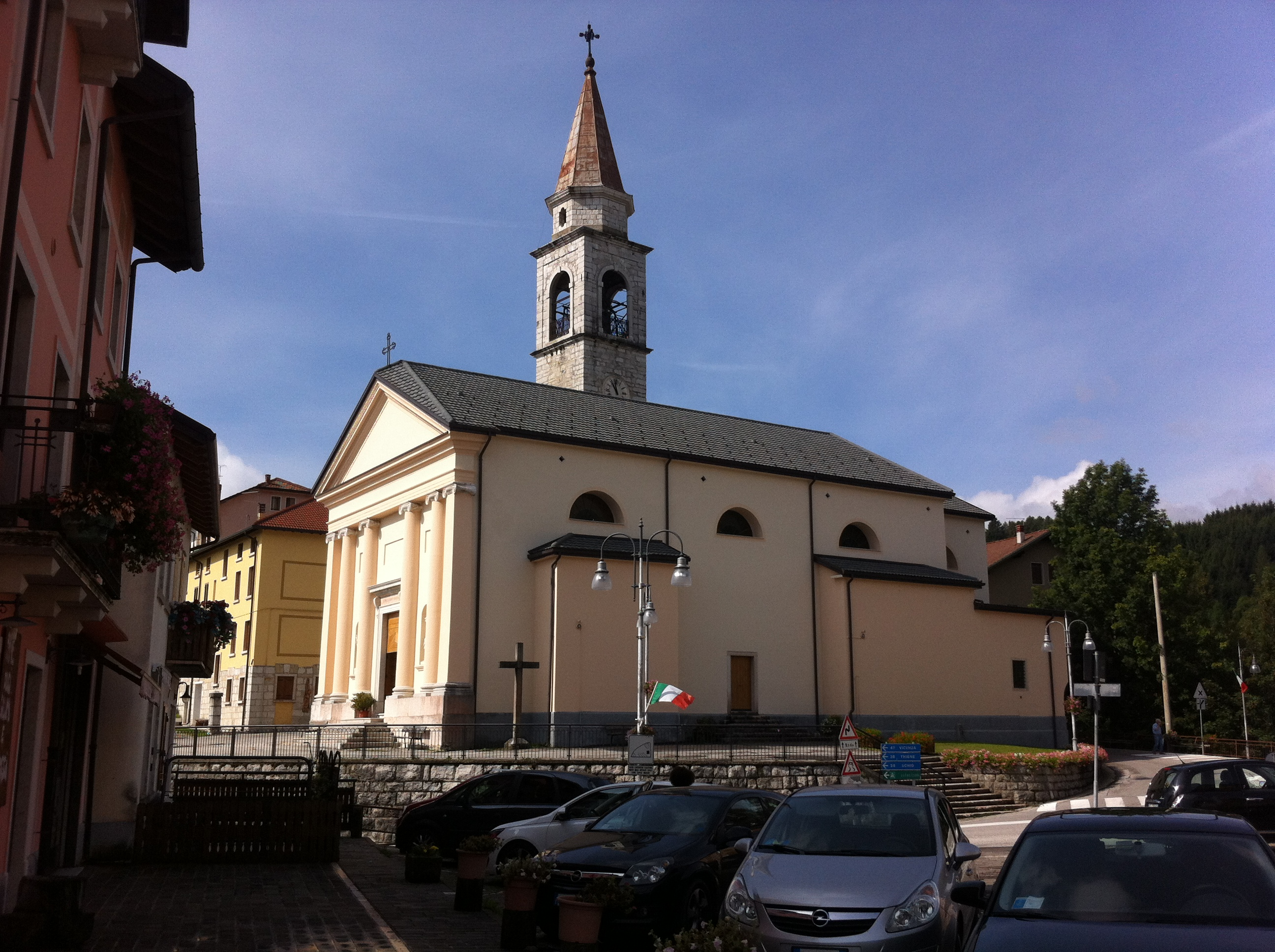
Vista dal parcheggio opposto alla chiesa
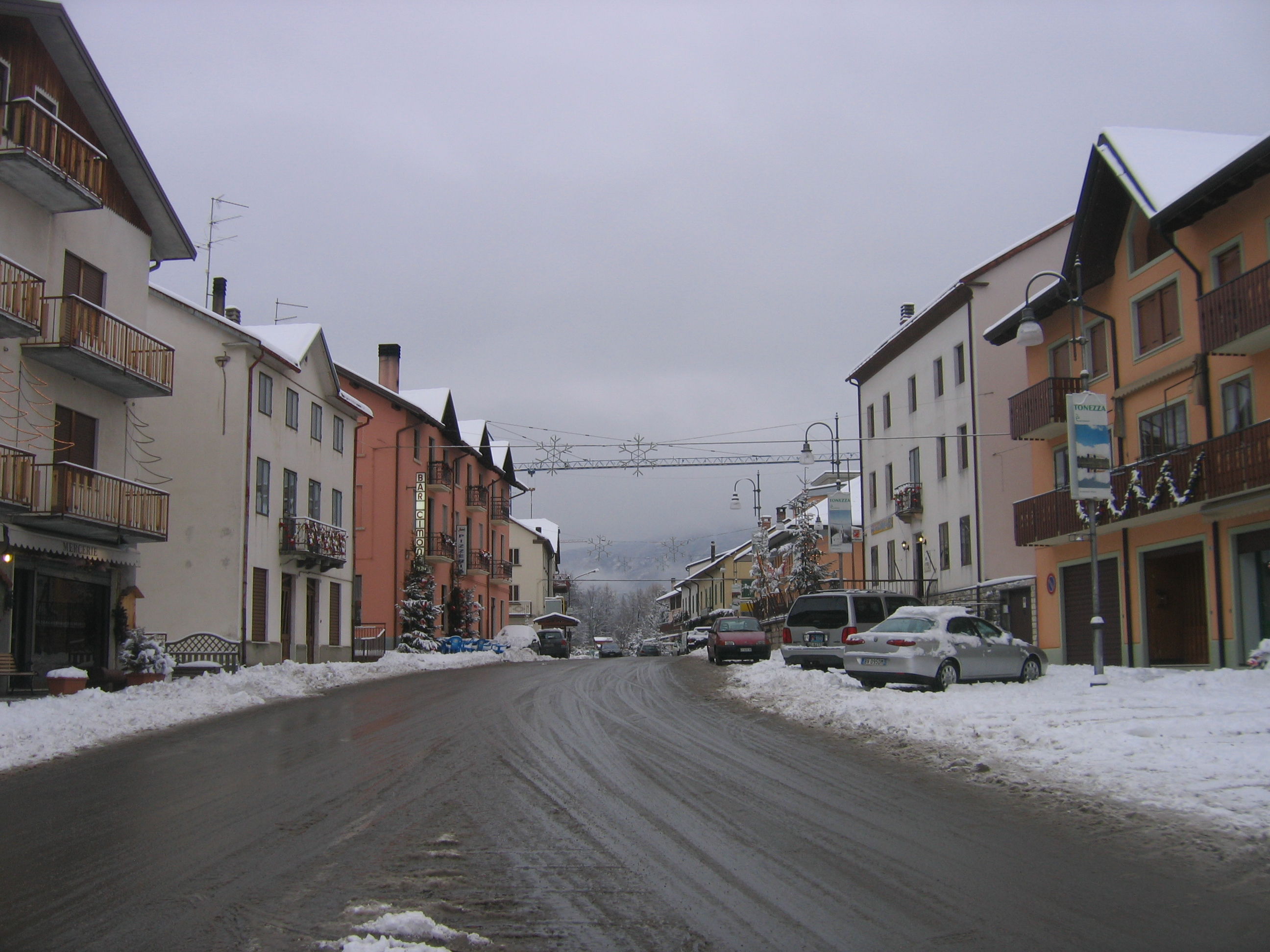
Vista della strada principale (via Roma) dalla chiesa
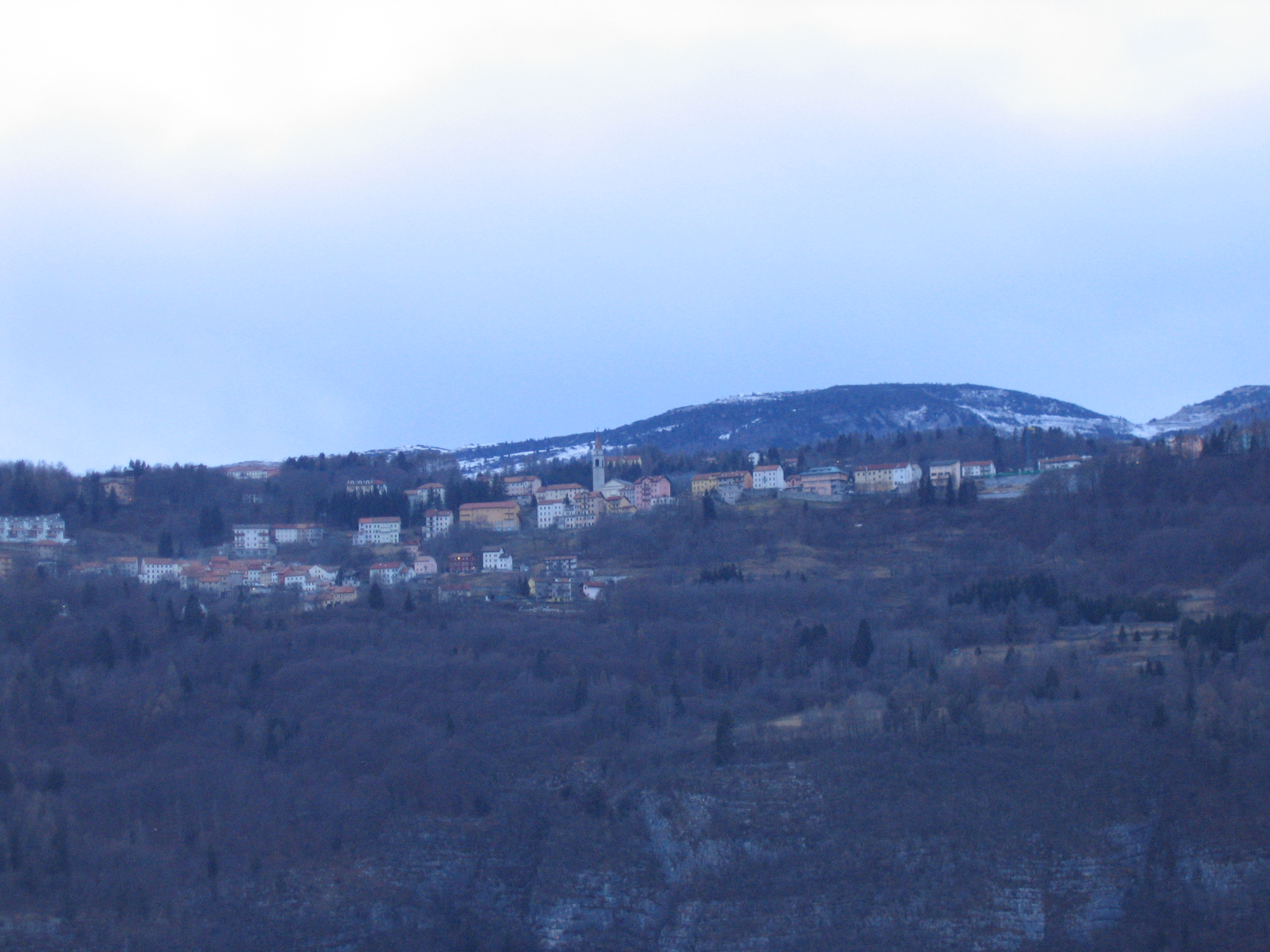
Vista di Tonezza dalla "strada provinciale del Piovan" (SP78) per Asiago